# Alqueive

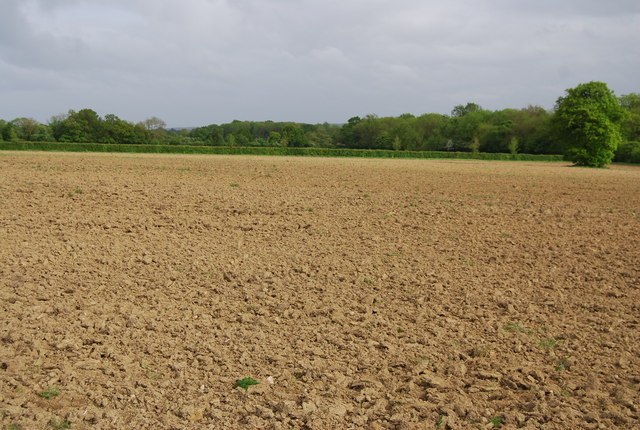
Campo em alqueive

Na agricultura, alqueive é o estado de uma terra lavrada que se deixa descansar. 
Esta prática agronômica é semelhante ao pousio, mas, ao contrário desta última, pressupõe o trabalho do solo. Ou seja, pressupõe uma ou várias preparações do solo ao longo de vários meses com vistas a incorporar resíduos agrícolas ou esterco animal e controlar o desenvolvimento das ervas indesejáveis.

## Utilidade
Os alqueive podem ser empregado quando os solos são pobres em nutrientes e a matéria orgânica está esgotada por sucessivas culturas e por alta infestação de plantas daninhas, é também empregado para o controle de doenças. O alqueive acelera a decomposição da vegetação natural incorporada

## História
A revolução agrícola na Idade Antiga gerou sistemas de cultivo de cereais pluviais com alqueive, com pastagem e criação associadas. Séculos mais tarde, na metade norte da Europa, a revolução agrícola da Idade Média Central produziu os sistemas com alqueive e tração pesada, com o uso do arado charrua e da carreta. Em seguida, dos séculos XIV ao XIX, a primeira revolução agrícola dos tempos modernos gerou os sistemas de cultivos baseados na cerealicultura com forrageiras e sem alqueive..